# Ram ProMaster City
Pour les articles homonymes, voir RAM.
Le RAM ProMaster City est un véhicule polyvalent, proposé sur le marché nord américain en deux versions : Van-ludospace et Cargo-fourgonnette utilitaire. Il est construit sur la base du Fiat Doblo XL, version allongée du Doblo de base. Pour éviter la fameuse « chicken tax » qui frappe tous les véhicules utilitaires importés d'Europe, le ProMaster City ne sera importé qu'en version « Van ». La version « Cargo »  sera « convertie » dans l'usine FCA de Baltimore par suppression des sièges et fenêtres de l’arrière du véhicule.

## Histoire
L'année-modèle 2022 est la dernière du ProMaster City, qui est arrêté sans remplacement.